# Golpe de Estado na Bulgária em 1944
O Golpe de Estado na Bulgária de 1944, também conhecido como o Golpe de 9 de Setembro (em búlgaro:  Деветосептемврийски преврат, Devetoseptemvriyski prevrat) e chamado na Bulgária pré-1989 de Revolta Nacional de 9 de Setembro ou Revolução Socialista de 9 de Setembro foi uma mudança de administração e de governo no Reino da Bulgária realizada em 9 de setembro de 1944. O governo do primeiro-ministro Konstantin Muraviev foi derrubado e substituído por um governo da Frente da Pátria liderada por Kimon Georgiev. Enquanto a União Soviética apoiou o golpe de Estado, as suas forças (Terceira Frente Ucraniana) não estavam diretamente envolvidas como haviam entrado no nordeste da Bulgária neste momento. Após essa data, grandes mudanças políticas, econômicas e sociais foram introduzidas no país, com a Bulgária abandonando as forças do Eixo e entrando na esfera de influência soviética.

## Antecedentes
Durante a Segunda Guerra Mundial, a Bulgária tinha um governo fascista e fazia parte das forças do Eixo. Um grupo de organizações antifascistas se uniram e formaram a Frente da Pátria para lutar.
Em 5 de setembro de 1944, o Exército Vermelho da União das Repúblicas Socialistas Soviéticas, que encontrava-se na Romênia depois de ter libertado esse país declarou guerra à Bulgária e cruzou a fronteira, derrotando as linhas fascistas.

## Revolução
Enquanto isso, aconteciam diversas ações dos trabalhadores para apoiar uma insurreição: greve geral dos mineiros em Pernik, a greve de bondes, as manifestações de trabalhadores em Sófia e a greve geral em Plovdiv e Gabrovo. Os soldados se recusaram a obedecer seus oficiais no Exército. Em 8 de setembro, o Exército Vermelho entrou na Bulgária sem oposição sob ordem do novo governo búlgaro.
Em 9 de setembro, depois de uma coordenação entre os grupos de combate e comitês da Frente da Pátria, uma revolta ocorreu nas grandes cidades, onde foram tomadas as prisões, libertados os presos políticos e destituída a administração colaboracionista.
A Frente da Pátria tornou-se o governo e declarou guerra ao Eixo, juntando-se aos Aliados. O novo governo aboliu as antigas instituições, limitando-se a expurgar os elementos colaboracionistas. Os guerrilheiros foram integrados no exército regular. Foi criado o Tribunal Popular para investigar e julgar os crimes do fascismo.

## Acontecimentos posteriores
Em setembro de 1946, a esmagadora maioria dos cidadãos declararam-se contra a monarquia e foi proclamada a república. Em outubro do mesmo ano, foram realizadas eleições, em que a Frente da Pátria conquistou 71% dos votos. Ela fundou a nova República Popular da Bulgária.
Esta revolução foi chamada de Revolta Nacional de 9 de Setembro, durante o período socialista na Bulgária e atualmente autores críticos chamam de Golpe de Estado de 1944.